# Stabat Mater
Lo Stabat Mater (dal latino per Stava la madre) è una preghiera - più precisamente una sequenza - cattolica del XIII secolo tradizionalmente attribuita al beato Jacopone da Todi.

## Descrizione

Tiziano Vecellio, Mater Dolorosa, Museo del Prado, Madrid

La prima parte della preghiera, che inizia con le parole Stabat Mater dolorósa ("La Madre addolorata stava") è una meditazione sulle sofferenze di Maria, madre di Gesù, durante la Passione e la  crocifissione di Cristo.
La seconda parte della preghiera, che inizia con le parole Eia, mater, fons amóris ("Oh, Madre, fonte d'amore") è un'invocazione in cui l'orante chiede a Maria di farlo partecipe del dolore provato da Maria stessa e da Gesù durante la Passione e la crocifissione.
Anche se il testo è in latino, la struttura ritmica è quella del latino medievale, che poi sarà anche dell'italiano: non si hanno sillabe lunghe e brevi, ma toniche e atone, in una serie di ottonari e senari sdruccioli, che rimano secondo lo schema AAbCCb (oltre ad alcune rime interne).
La più antica attestazione del testo con notazione musicale si trova in un codice di fine Duecento del monastero femminile domenicano di Santa Maria Maddalena a Bologna.

## Utilizzo liturgico
La sequenza è stata inserita nel Missale Romanum nel 1727, sotto papa Benedetto XIII.
Dopo la riforma liturgica è recitata in maniera facoltativa durante la messa dell'Addolorata (15 settembre) e le sue parti formano gli inni latini della stessa festa.
Nella messa tridentina è cantata nella Messa del venerdì della settimana di Passione (commemorazione della Madonna Addolorata - venerdì precedente la Domenica delle Palme) e nella ricorrenza solenne della stessa festa il 15 settembre. Ma popolare è soprattutto perché accompagna il rito della Via Crucis e le processioni del Venerdì Santo.

## Compositori delloStabat Mater
Nella storia della musica classica si ricordano i seguenti compositori:
- Medioevo e Rinascimento: Josquin des Prés, Giovanni Pierluigi da Palestrina, Roland de Lassus.
- Barocco (XVII-prima metà del XVIII secolo): Alessandro Scarlatti, Antonio Caldara, Nicola Fago, Antonio Vivaldi, Emanuele d'Astorga, Giovanni Felice Sances, Jean Nicolas Geoffroy, Domenico Scarlatti, Giovanni Battista Pergolesi, Tommaso Traetta, Agostino Steffani, Pasquale Cafaro, Nicola Logroscino, Giuseppe Tartini[3], Quirino Gasparini.
- Classicismo (seconda metà del XVIII secolo): Joseph Haydn, Luigi Boccherini, Antonio Salieri, Niccolò Antonio Zingarelli, Giovanni Paisiello.
- Romanticismo (XIX secolo): Gioachino Rossini, Saverio Mercadante, Franz Schubert, Franz Liszt, Josef Rheinberger, Antonín Dvořák, Giuseppe Verdi, Andrea De Giorgi.
- XX secolo: Lorenzo Perosi, Karol Szymanowski, Francis Poulenc, Krzysztof Penderecki, Arvo Pärt, François Fayt, Salvador Brotons, Toivo Kuula, Zoltán Kodály.
- XXI secolo: Luis Bacalov (Estaba la madre, 2004 commissione del Teatro dell'Opera di Roma), Bruno Coulais, Karl Jenkins, Julien Joubert, Marco Frisina, Sergio Rendine, Domenico Bartolucci, Franco Simone, Marco Rosano, Angelo Comisso, Nicola Piovani (composizione che utilizza anche i versi di Vincenzo Cerami), Stefano Lentini (che ha composto lo Stabat Mater per il film The Grandmaster del regista cinese Wong Kar-wai), Sir James MacMillan, Mario Pagotto, Maurizio Morgantini, Piero Caraba, Marco Rosano.

## Il testo
iuxta crucem lacrimósa,

dum pendébat Fílius.

Cuius ánimam geméntem,

contristátam et doléntem

pertransívit gládius.

O quam tristis et afflícta

fuit illa benedícta

Mater Unigéniti!

Quae moerébat et dolébat,

Pia Mater dum videbat

nati poenas íncliti.

Quis est homo, qui non fleret,

Matrem Christi si vidéret

in tanto supplício?

Quis non posset contristári,

Christi Matrem contemplári

doléntem cum Filio?

Pro peccátis suae gentis

vidit Jesum in torméntis

et flagéllis sùbditum.

Vidit suum dulcem natum

moriéndo desolátum,

dum emísit spíritum.

Eia, Mater, fons amóris,

me sentíre vim dolóris

fac, ut tecum lúgeam.

Fac, ut árdeat cor meum

in amándo Christum Deum,

ut sibi compláceam.

Sancta Mater, istud agas,

crucifíxi fige plagas

cordi meo válide.

Tui Nati vulneráti,

tam dignáti pro me pati,

poenas mecum dívide.

Fac me tecum pìe flere [Fac me vere tecum flere],

Crucifíxo condolére

donec ego víxero.

Iuxta crucem tecum stare,

Et me tibi sociáre [te libenter sociare]

in planctu desídero.

Virgo vírginum praeclára,

mihi iam non sis amára,

fac me tecum plángere.

Fac, ut portem Christi mortem,

passiónis fac consòrtem

et plagas recólere.

Fac me plagis vulnerári,

cruce hac inebriári

et cruòre Fílii.

Flammis ne urar succènsus [Inflammatus et accensus],

per te, Virgo, sim defénsus

in die iudícii.

Fac me cruce custodíri

morte Christi praemuníri,

confovéri grátia.

Quando corpus moriétur,

fac, ut ánimae donétur

paradísi glória.

Amen.»
La Madre addolorata stava

in lacrime presso la Croce

mentre pendeva il Figlio.

E la Sua anima gemente,

contristata e dolente

fu trafitta da una spada.

Oh, quanto triste e afflitta

fu la benedetta

Madre dell'Unigenito!

Come si rattristava, si doleva

la Pia Madre vedendo

le pene del celebre Figlio!

Chi non piangerebbe

al vedere la Madre di Cristo

in tanto supplizio?

Chi non si rattristerebbe

al contemplare la pia Madre

dolente accanto al Figlio?

A causa dei peccati del suo popolo

Ella vide Gesù nei tormenti,

sottoposto ai flagelli.

Vide il suo dolce Nato

che moriva desolato

mentre esalava lo spirito.

Oh, Madre, fonte d'amore,

fammi provare lo stesso dolore

perché possa piangere con Te.

Fa' che il mio cuore arda

nell'amare Cristo Dio

per fare cosa a Lui gradita.

Santa Madre, fai questo:

imprimi le piaghe del tuo Figlio crocifisso

fortemente nel mio cuore.

Del Tuo Figlio ferito

che si è degnato di patire per me,

dividi con me le pene.

Fammi piangere intensamente con Te,

condividendo il dolore del Crocifisso,

finché io vivrò.

Accanto alla Croce desidero stare con Te,

in Tua compagnia,

nel compianto.

O Vergine gloriosa fra le vergini

non essere aspra con me,

fammi piangere con Te.

Fa' che io porti la morte di Cristo,

fammi avere parte alla Sua passione

e fammi ricordare delle Sue piaghe.

Fa' che sia ferito delle Sue ferite,

che mi inebri della Croce

e del sangue del Tuo Figlio.

Che io non sia bruciato dalle fiamme,

che io sia, o Vergine, da Te difeso

nel giorno del Giudizio.

Fa' che io sia protetto dalla Croce,

che io sia fortificato dalla morte di Cristo,

consolato dalla grazia.

Quando il mio corpo morirà

fa' che all'anima sia data

la gloria del Paradiso.

Amen.
Addolorata, in pianto

la Madre sta presso la Croce

da cui pende il Figlio.

Immersa in angoscia mortale

geme nell’intimo del cuore

trafitto da spada.

Quanto grande è il dolore

della benedetta fra le donne,

Madre dell'Unigenito!

Piange la Madre pietosa

contemplando le piaghe

del divino suo Figlio.

Chi può trattenersi dal pianto

davanti alla Madre di Cristo

in tanto tormento?

Chi può non provare dolore

davanti alla Madre

che porta la morte del Figlio?

Per i peccati del popolo suo

ella vede Gesù nei tormenti

del duro supplizio.

Per noi ella vede morire

il dolce suo Figlio,

solo, nell'ultima ora.

O Madre, sorgente di amore,

fa' ch'io viva il tuo martirio,

fa' ch’io pianga le tue lacrime.

Fa' che arda il mio cuore

nell’amare il Cristo-Dio,

per essergli gradito.

Ti prego, Madre santa:

siano impresse nel mio cuore

le piaghe del tuo Figlio.

Uniscimi al tuo dolore

per il Figlio tuo divino

che per me ha voluto patire.

Con te lascia ch'io pianga

il Cristo crocifisso

finché avrò vita.

Restarti sempre vicino

piangendo sotto la croce:

questo desidero.

O Vergine santa tra le vergini,

non respingere la mia preghiera,

e accogli il mio pianto di figlio.

Fammi portare la morte di Cristo,

partecipare ai suoi patimenti,

adorare le sue piaghe sante.

Ferisci il mio cuore con le sue ferite,

stringimi alla sua croce,

inèbriami del suo sangue.

Nel suo ritorno glorioso

rimani, o Madre, al mio fianco,

salvami dall’eterno abbandono.

O Cristo, nell'ora del mio passaggio

fa' che, per mano a tua Madre,

io giunga alla mèta gloriosa.

Quando la morte dissolve il mio corpo

aprimi, Signore, le porte del cielo,

accoglimi nel tuo regno di gloria.

Amen.
Sta la Madre dolorosa

presso il legno lacrimosa

mentre pende il Figlio;

e quell'anima gemente,

contristata e insiem dolente,

una spada penetra.

Quanto triste e al duol soggetta

mai quella benedetta

Madre all'Unigenito!

E piangeva e si doleva

Madre pia, mentre vedeva

del Figliuol gli spasimi.

Chi n'avrebbe il ciglio asciutto

se vedesse in tanto lutto

quella Madre tenera?

Chi non resta contristato

contemplando col suo Nato

spasimar la Vergine?

Pel fallir delle sue genti

Gesù vide fra' tormenti,

dai flagelli lacero.

Ella vide il Figlio amato

negli estremi desolato

esalar lo spirito.

Madre, orsù, fonte d'amore,

fa ch'io senta il tuo dolore,

fammi teco piangere.

Fa che avvampi il cuore mio

nell'amor di Cristo Dio.

affinché io piacciagli.

Santa Madre, deh! m'appaga

di Gesù l'acerba piaga

forte in cuore infiggimi.

Del tuo Figlio sì piagato

ch'ha per me tanto penato

il dolor dividimi.

Fa che teco, o Madre, io pianga

e il trafitto Dio compianga

finché duri il vivere.

Presso il Legno con te starmi

ed a Te, Madre, associarmi

nel pianto desidero.

Tra le vergini preclara,

non volermi essere amara

fammi teco piangere.

Fa ch'io pensi a la sua morte,

del suo duolo sia consorte,

le sue piaghe io veneri.

Fa ch'io sia con Lui piagato,

della Croce sia inebriato,

del suo sangue vivido.

Perché sia dal fuoco illeso

per Te, Vergin, sia difeso

nel dì del giudizio.

Giunto, o Cristo, al mio partire

Per tua Madre, deh venire

Fammi alla vittoria.

Quando il corpo morto fia,

fa che all'alma data sia

la celeste gloria!

Amen.
La penultima terzina Fac me cruce custodíri/ morte Christi praemuníri, / confovéri grátia. può essere sostituita dai versi Christe, cum sit hinc exìre, / Da per Matrem me venìre / Ad palmam victòriae.
Tra parentesi quadre sono riportate le poche differenze del testo latino rispetto al Manuale di Filotea di Riva.

## Traduzione e preghiera adattata
La traduzione seguente è proposta nel 1860.

Stava Maria dolente

Senza respiro e voce

Mentre pendeva in croce

Del mondo il redentor.

E nel fatale istante

Crudo materno affetto

La trafiggeva il petto

Le lacerava il cor.

Qual di quell'anima bella

Fosse lo strazio indegno

No che l'umano ingegno

Immaginar no ' l può.

Veder un Figlio... un Dio...

Che palpita, che muore...

Sì barbaro dolore

Qual madre mai provò?

Alla luttuosa scena

Chi tiene il pianto a freno,

Ha un cor di pietra in seno,

O amore in core non ne ha.

Chi può non mirare in tanto

dole una madre pia col Figlio,

E non sentire pietà?

Per cancellar le colpe

D'un popol empio, ingrato,

Vide Gesù piagato

Languire e spasimar.

Vide sul maligno monte infame

Il Figlio suo diletto

Chinar la fronte al petto

E l'anima esalar.

O dolce Madre, o pura

Fonte di Santo Amore

Parte del tuo dolore

Fa che a me possa arrivar.

Fa ch'ogni altro ardor profano

Sdegnosamente io sprezzi,

Che a compiacer m'avvezzi

Sol nel divin amor.

Santa Madre, le barbare ferite,

Prezzo del mio delitto,

Dal Figlio tuo trafitto,

Passino in me.

A me dovuti son, gli strazi

ch'Ei per me soffrio

fa ch' almen io possa

pianger anche qui con te.

Teco si strugga in lagrime

Quest'anima gemente

E se ella non fu innocente,

Terga le di Lui piaghe almen.

Teco alla giusta croce accanto

Stare, Santa Madre, io voglio

Compagno del cordoglio,

Che ti divora il sen.

A tu che delle vergini

Reina in ciel t'assidi,

A tu propizia arridi

Ai voti del mio cor.

Del buon Gesù spirante

Sul fero legno esangue

La croce, le piaghe, il sangue

Fa ch'io rammenti ognor.

Del Salvator rinnova

In me lo scempio atroce:

Il sangue, il fiel, la croce

Per amor del Figlio, provar mi fa.

Ma Infiammato di te e d'amor acceso,

Nell'estremo giorno,

Rendalo a me placato,

Maria, la tua pietà.

Cristo che nulla neghi,

A chi Tua madre implora,

Del mio morir nell'ora,

Grazia dalla croce mi ristori.

E quando fia disciolto

Dal suo corporeo velo,

Fa che la mia alma in cielo

Voli a regnar con Te.